# 小杉 (新潟市)
- 日本 > 新潟県 > 新潟市 > 江南区 (新潟市) > 小杉 (新潟市)
- 日本 > 新潟県 > 新潟市 > 北区 (新潟市) > 小杉 (新潟市)

小杉（こすぎ）は、新潟県新潟市江南区並びに北区の町字。現行行政地名は小杉一丁目から小杉五丁目と大字小杉。住居表示は一丁目から五丁目が実施済み区域、大字は江南区、北区共に未実施区域。郵便番号は江南区が950-0203、北区が950-3360。

## 概要
1901年（明治34年）から現在までの大字で、阿賀野川の左岸に位置する。江戸時代から1901年（明治34年）まであった小杉村の区域の一部で、地名は小杉郷右衛門の采地となったことで、深田村から改称したことによる。
1941年（昭和16年）から1947年（昭和22年）にかけて耕地整理を実施。1968年（昭和43年）に農業改善事業の一環として、ライスセンターが設置された。

### 隣接する町字
北から東回り順に、以下の町字と隣接する。
- 笹山
- 蔵岡
- 横越
- 横越東町
- 藤山
- 平山
- 松山

※阿賀野川を挟んで北区長戸呂、太子堂、大迎、灰塚と隣接。

## 歴史

### 分立した町字
1889年（明治22年）以後に、以下の町字が分立。
平山（ひらやま）
小杉から分立した町字。

### 年表
- 1901年（明治34年）11月1日 : 合併により横越村の大字となる。
- 1996年（平成8年）11月1日 : 横越村が町制施行したため、横越町の大字となる。
- 2005年（平成17年）10月10日 : 合併により新潟市の大字となる。
- 2007年（平成19年）4月1日 : 新潟市の政令指定都市移行により、江南区、北区の大字となる。

## 世帯数と人口
2018年（平成30年）1月31日現在の世帯数と人口は以下の通りである。
| 大字・丁目           | 世帯数  | 人口  |
| -------------------- | ------- | ----- |
| 小杉（江南区、北区） | 0世帯   | 0人   |
| 小杉一丁目           | 50世帯  | 132人 |
| 小杉二丁目           | 49世帯  | 177人 |
| 小杉三丁目           | 61世帯  | 190人 |
| 小杉四丁目           | 35世帯  | 112人 |
| 小杉五丁目           | 43世帯  | 147人 |
| 計                   | 238世帯 | 758人 |

## 小・中学校の学区
市立小・中学校に通う場合、学区は以下の通りとなる。
| 大字・丁目           | 番地 | 小学校             | 中学校             |
| -------------------- | ---- | ------------------ | ------------------ |
| 小杉（江南区、北区） | 全域 | 新潟市立横越小学校 | 新潟市立横越中学校 |
| 小杉一丁目           | 全域 | 新潟市立横越小学校 | 新潟市立横越中学校 |
| 小杉二丁目           | 全域 | 新潟市立横越小学校 | 新潟市立横越中学校 |
| 小杉三丁目           | 全域 | 新潟市立横越小学校 | 新潟市立横越中学校 |
| 小杉四丁目           | 全域 | 新潟市立横越小学校 | 新潟市立横越中学校 |
| 小杉五丁目           | 全域 | 新潟市立横越小学校 | 新潟市立横越中学校 |